# Monoblock

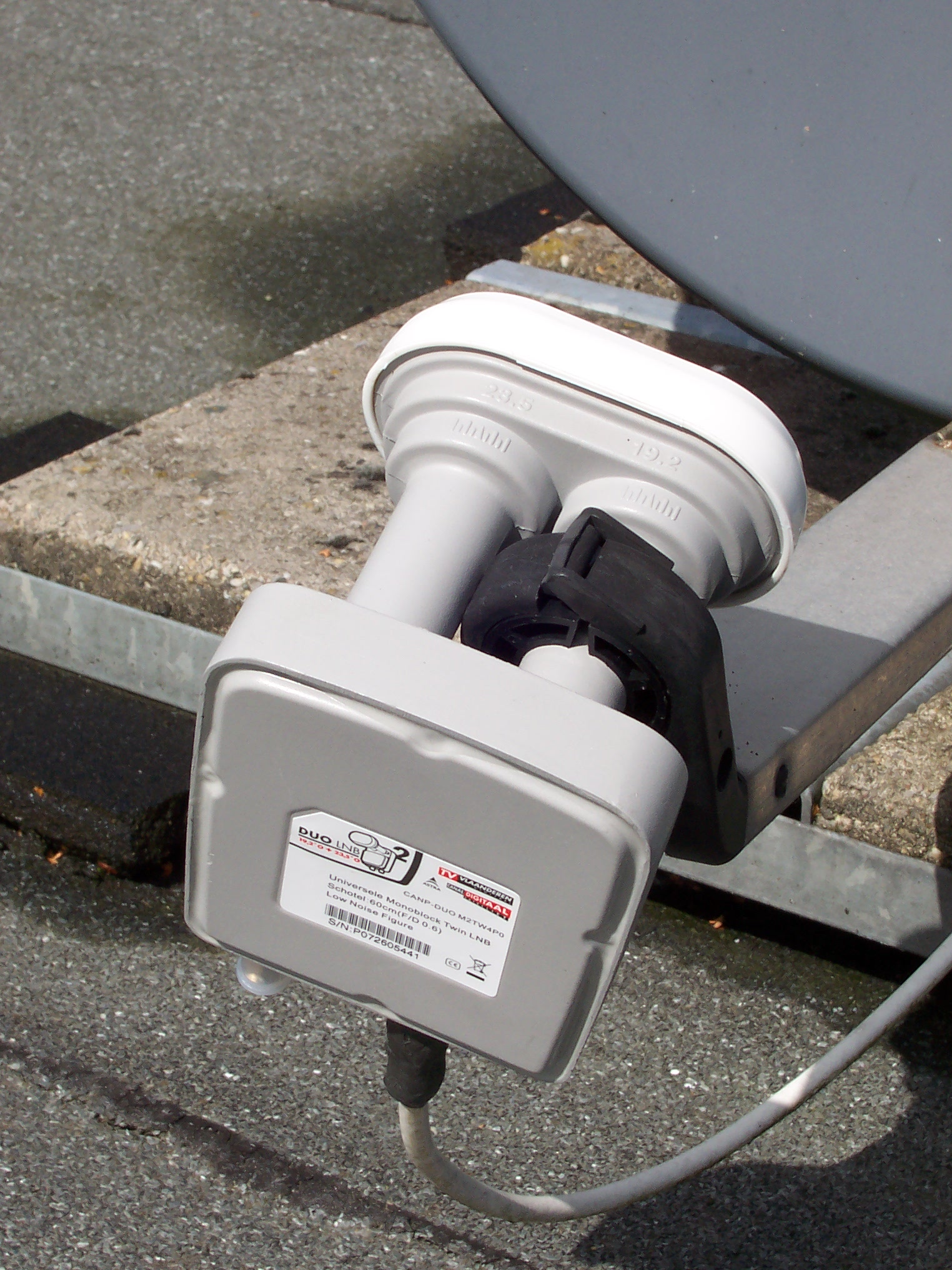
Een monoblock voor twee satellietposities (Duo LNB 60)

Een monoblock is een ontvangstkop voor een satellietinstallatie waarmee twee, drie of vier naburige satellietposities ontvangen kunnen worden op een schotelantenne.
Een monoblock bestaat uit een enkele behuizing met daarin een schakelkastje en voor elke satellietpositie een onafhankelijke LNB. In het schakelkastje wordt via DiSEqC-signalen of toneburst (Mini DiSEqC) een keuze gemaakt voor de LNB (satellietpositie), de frequentieband (laag/hoog) en de polarisatie (horizontaal/verticaal).
Bij ontvangst van twee satellietposities wordt de schotel gewoonlijk uitgericht op de satellietpositie met het zwakste signaal. De LNB voor de positie met het zwakste signaal staat dan in het brandpunt van de schotel. De LNB voor de positie met het sterkste signaal staat dan even buiten het brandpunt van de schotel, waardoor de ontvangst iets minder optimaal is.
De keuze welke satellietposities men wil ontvangen is met een monoblock beperkt, omdat de satellietposities dicht bij elkaar moeten liggen. Voor onder andere de volgende combinaties van satellietposities zijn monoblocks in de handel:
- Hot Bird 13°O en Astra 19,2°O (6° verschil)
- Astra 19,2°O en Astra 23,5°O (4,3° verschil); voorbeeld: Duo LNB 60
- Astra 19,2°O, Astra 23,5°O en Astra 28,2°O (4,3° en 4,7°, samen 9,0° verschil)

Een monoblock wordt speciaal gemaakt voor een bepaalde schotelgrootte. Voor een schotel van 60 cm is een ander monoblock nodig dan voor een schotel van 80 cm.
Er zijn monoblocks voor één, twee of vier ontvangers. Elke ontvanger wordt met een eigen coaxkabel op het monoblock aangesloten.